# Ořechov, Uherské Hradiště
Ořechov là một làng thuộc huyện Uherské Hradiště, vùng Zlínský, Cộng hòa Séc.